# Xiahou En
Xiahou En (chinesisch 夏侯恩, * 167; † 208) war ein General der Wei-Dynastie zur Zeit der Drei Reiche im alten China.
Aus historischen Quellen ist wenig über sein Leben bekannt; lediglich seine Existenz ist gewiss. Dafür erhält seine Figur in der historischen Novelle Geschichte der Drei Reiche von Luo Guanzhong etwas mehr Signifikanz. Er ist ein Cousin der Wei-Generäle Xiahou Dun und Xiahou Yuan und fungiert als Cao Caos Schwertträger. Während der Schlacht von Changban wird er von Zhao Yun erschlagen, der das Schwert an sich nimmt und es seinem Herrn Liu Bei darbietet.